# Sirevirus
Genre
Espèces de rang inférieur
- espèce-type : Glycine max SIRE1 virus

Sirevirus est un genre de virus de la famille des Pseudoviridae qui comprend cinq espèces acceptées par l'ICTV, dont Glycine max SIRE1 virus, l'espèce-type. Ce sont des rétrovirus à ARN simple brin classés dans le groupe VI de la classification Baltimore, dont les hôtes naturels sont exclusivement des plantes (phytovirus).
Le mode de transmission des virus du genre Sirevirus est inconnu. Elle pourrait se faire par une transmission verticale. Bien qu'ils soient considérés comme ayant une phase extracellulaire similaire à celle des rétrovirus, leur pouvoir infectieux reste à démontrer.

## Liste d'espèces
Selon ICTV :
- Arabidopsis thaliana Endovir virus
- Glycine max SIRE1 virus
- Lycopersicon esculentum ToRTL1 virus
- Zea mays Opie2 virus
- Zea mays Prem2 virus